# The Sickness
The Sickness is het debuutalbum van de Amerikaanse metalband Disturbed.

## Achtergrond
Na de oprichting in 1994 werkte Disturbed hard om voet aan de grond te krijgen. Ze traden op in kleine gelegenheden in hun thuisstad Chicago in een periode waarin de stad vooral gericht was op alternatieve rock, met bands als The Smashing Pumpkins en Local H. In een interview met Loudwire in 2015 zei zanger David Draiman dat metal niet "cool" genoeg bevonden werd in de stad. De band zou op een zwarte lijst gezet zijn, wat optreden bemoeilijkte.
Tegen het einde van de jaren 90 was de populariteit van alternatieve rock en grunge over zijn hoogtepunt heen. Bands als Nine Inch Nails, Rage Against the Machine en White Zombie stonden aan de basis van alternatieve metal en Korn en Limp Bizkit hadden succes met hun nu metal. Platenlabels verschoven hun aandacht naar deze hardere genres die een mix vormden van zware riffs, rapcore, industrial en agressie. Een demo van Disturbed belandde dan ook op het juiste moment bij Giant Records, waar de band in augustus 1999 bij tekende.

## Ontvangst
Het album werd matig positief ontvangen. Steve Huey van AllMusic merkte op dat de band niet verloren ging in de zwerm van alternatieve-metalbands in de tijd waarin het genre zijn hoogtij vierde. Hij noemde The Sickness een goed debuutalbum voor een band die niet veel nodig heeft om een eigen sound te ontwikkelen. Volgens Ben Ratliff van Rolling Stone wist Disturbed hun haat om te zetten in meer directheid.

## Tracklist
Alle muziek en teksten zijn geschreven door Disturbed, behalve "Shout 2000" dat gecomponeerd is door Ian Stanley en Roland Orzabal. 
| Nr. | Titel                                  | Duur |
| --- | -------------------------------------- | ---- |
| 1.  | Voices                                 | 3:12 |
| 2.  | The Game                               | 3:47 |
| 3.  | Stupify                                | 4:34 |
| 4.  | Down with the Sickness                 | 4:39 |
| 5.  | Violence Fetish                        | 3:24 |
| 6.  | Fear                                   | 3:47 |
| 7.  | Numb                                   | 3:45 |
| 8.  | Want                                   | 3:53 |
| 9.  | Conflict                               | 4:35 |
| 10. | Shout 2000 (cover van Tears for Fears) | 4:18 |
| 11. | Droppin' Plates                        | 3:49 |
| 12. | Meaning of Life                        | 4:03 |